# Никола Петров (борец)
Вижте пояснителната страница за други личности с името Никола Петров.
Никола Петров е легендарен български състезател по борба.

## Биография
Никола Петров е роден на 19 декември 1873 г. в Горна Оряховица (според други източници в Дединци, Еленско). Останал от малък сирак, е принуден сам да изкарва прехраната си. Твърде млад той отива в Румъния, където работи като градинар и започва да се занимава с борба. Никола Петров се среща с много известни за времето си състезатели по цирковите арени и лесно ги побеждава. През 1895 г. съдбата го среща с прочутия италианец Жорж Расо, чийто цирк е отседнал в Браила. Петров го побеждава. Две седмици по-късно силният българин сразява и французина Дублие, който вижда в младежа от България невероятен талант и му става учител.
Едва 25-годишен – на 20 юли 1898 г. печели титлата „Шампион на Америка“ в Ню Йорк. През следващата година става Европейски шампион по класическа борба във Виена.
През 1900 година се провежда най-големият шампионат на света по онова време. Събират се най-силните мъже на планетата, за да премерят сили. Отстранявайки съперниците си до финала достигат невероятният българин и световният шампион по борба Пол Понс. Французинът е висок 216 см и тежи 145 кг, а Никола Петров има ръст 175 см. и тежи само 105 кг. Срещу силата на огромния си противник горнооряховчанинът противопоставя перфектната си техника, високо темпо и несломим дух. В осмата част на срещата Никола Петров залепва гърба на Понс на тепиха и става световен шампион. Носител на копринена лента с надпис „Най-силен мъж на света за XX век“, значка на Почетния легион и награда от 30 хиляди франка. Със своята титла на световен шампион прославя България в целия свят.

### Завръщане в родината
Голямата мъка по Родината и най-близките карат славния и непобедим борец да се завърне в родната Горна Оряховица след триумфалното си шествие по тепихите. Привързаността му към родината е причина на няколко пъти той да гостува на своята братовчедка Пена Кръстева в село Чайер (днес с. Камен).
При едно от посещенията си Никола Петров посещава и учениците от местното основно училище. В училищния двор, пред невръстните и по-възрастните жители на селото, българинът демонстрирал невижданата си мощ. Докато разговарял приятелски с чайерчаните и гостуващите другоселци, няколко от най-яките мъже докарали с биволски впряг голям воденичен камък. Никола Петров легнал по гръб на застланата върху земята рогозка и четирима здравеняци поставили воденичния камък на гърдите му, след което един след друг върху него се качили единадесет мъже. Никола Петров издържал огромната тежест, станал след сеанса и се усмихнал все едно, че нищо не е било. След това на един железен лост се хванали шест мъже, а борецът вдигнал и шестимата във въздуха без никакви затруднения.
През 1909 г. е избран за почетен член на Горнооряховското гимнастическо дружество „Юнак“, на което подарява собствените си гимнастически уреди.

### Семейство
Никола Петров е на 44 години, когато решава да се задоми. През 1917 г. той се жени за 16-годишната Стефанка от с. Дичин. Младото семейство се установява в Горна Оряховица, където се раждат двете им деца – Иван и Николина и където минават най-хубавите им години. През 1918 г. се ражда синът им Иван, който притежава много от бащините качества. Свири на няколко инструмента, пее чудесно, мечтае да пътува по света. През 1938 г. Иван тръгва към Германия. В края на Втората световна война по неизвестни причини той попада в лагер в Италия. Когато го освобождават, си тръгва за България. На Драгоман го арестуват. След това е пуснат, но всеки ден трябва да се разписва в милицията. Синът на Никола Петров е угнетен. Няма работа, майка му и сестра му се грижат за него. Отново решава нелегално да мине границата. Заловен е, но дирите му се губят. Дъщерята Николина пък дълги години връчва пояса на победителя в турнира „Никола Петров“, провеждащ се в чест на нейния баща от 1963 година насам.

### Обществено полезна дейност
Никола Петров се проявява и като добър гражданин и общественик, особено по време на управлението на Александър Стамболийски. В няколко срещи шампионът развива идеята си на министър-председателя за построяването на спортни зали в столицата и по-големите градове на страната. В тази връзка той има и разговори с председателя на тогавашното Народно събрание – Ангел Николов. През 1921 г. Никола Петров основава първата школа по борба в София, която ръководи и лично обучава в нея младите борци.
По време на Първата световна война Никола Петров открива със собствени средства подкрепителен пункт на гара Горна Оряховица за пристигащите от фронта войници, като изпълнява и функцията на военен преводач. Никола Петров умира на 2 януари 1925 г. в София. Погребан е в родния си град Горна Оряховица.

### Памет
През 1962 г. получава посмъртно званието „Заслужил майстор на спорта“. В негова чест през 1963 г. в България започва да се провежда ежегоден международен турнир по класическа борба, носещ името на Никола Петров, като на победителите от 1971 г. се връчва и „Златен пояс на Никола Петров“.
По случай 100-годишнината от рождението му – през 1973 г. в Горна Оряховица му бе издигнат паметник и беше построена Спортна зала, носеща неговото име. През 1998 г. той е обявен за Почетен гражданин на Горна Оряховица.